# Дріхад-Нуа
Дріхад-Нуа (англ. Newbridge; ірл. Droichead Nua) — місто в Ірландії, що розташоване у графстві Кілдер, провінція Ленстер.
| Ірландія | Це незавершена стаття з географії Ірландії. Ви можете допомогти проєкту, виправивши або дописавши її. |